# NGC 719
NGC 719 = IC 1744 ist eine Linsenförmige Galaxie vom Hubble-Typ S0 im Sternbild Widder auf der Ekliptik. Sie ist schätzungsweise 413 Millionen Lichtjahre von der Milchstraße entfernt und hat einen Durchmesser von etwa 170.000 Lichtjahren.
Im selben Himmelsareal befinden sich u. a. die Galaxien NGC 722.
Das Objekt wurde am 24. November 1861 von dem deutsch-dänischen Astronomen Heinrich Louis d’Arrest entdeckt (als NGC 719) und am 18. Januar 1896 von dem französischen Astronomen Stéphane Javelle (als IC 1744).